# ATMOS 2000
ATMOS 2000 (abreviere de la Autonomous Truck MOunted howitzer System- sistem autonom cu obuzier montat pe camion) este un obuzier autopropulsat de calibrul 155 mm/52 fabricat de către firma israeliană Soltam Systems.

## Proiectare

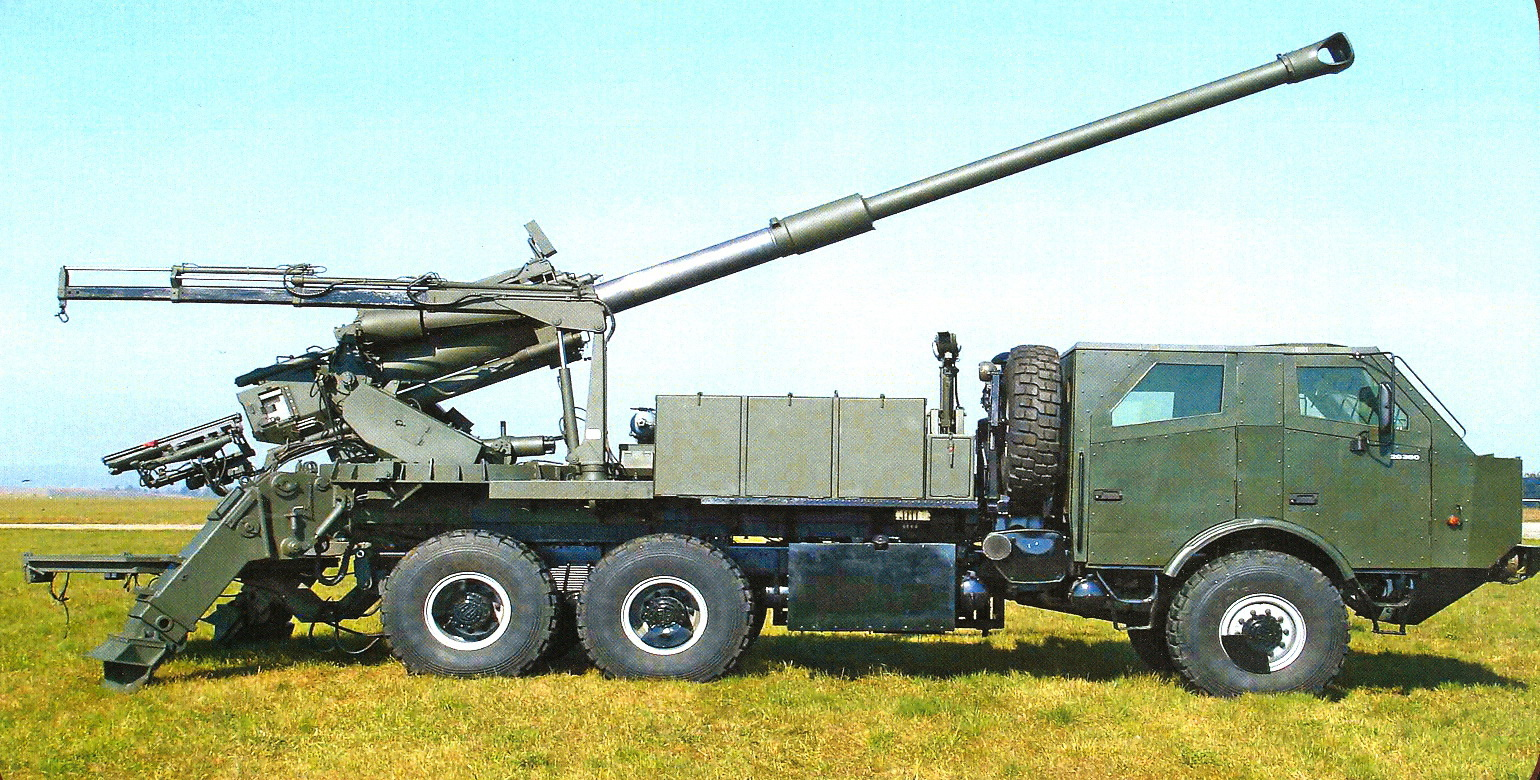
Versiunea ATROM

La sfârșitul anului 2001, firma israeliană Soltam Systems a dat publicității detalii despre ultima versiune a obuzierului autopropulsat ATMOS 2000. Existența acestui sistem de artilerie a fost recunoscută încă din anul 1999. La acea dată, sistemul mai era cunoscut și sub numele de 155 mm Self-Propelled Wheeled Gun (SPWG) adică tunul autopropulsat pe roți de calibrul 155 mm. ATMOS a fost un proiect privat destinat piețelor de export. Sistemul a fost testat deja de către armata israeliană. Până la sfârșitul anului 2001, sistemul de artilerie lansase peste 1000 de lovituri în timpul testelor din Israel. Armata israeliană a testat și varianta ATMOS cu obuzierul de 155mm/39 calibre de la sfârșitul anului 2004.
Între anii 2002 și 2003 a fost asamblat în România prototipul ATROM de către firma Aerostar SA Bacău în colaborare cu Soltam Systems. ATROM folosea șasiul camionului ROMAN 26.360 DFAEG 6x6. Deși Armata Română are în vedere înzestrarea cu obuziere autopropulsate de calibrul 155 mm și 105 mm în urma planului adoptat de către CSAT la data de 13.02.2006, pentru sistemul ATROM nu a fost plasată nicio comandă până în prezent.

## Utilizatori
- Camerun- 18 exemplare
- India[2]
- România - prototipul ATROM[3]
- Slovenia [2]
- Uganda[2]